# Mata Sy Diallo
Mata Sy Diallo surnommée la Lionne du Ndoucoumane est une personnalité politique sénégalaise née en 1945 à Kaffrine. Elle est plusieurs fois ministre, secrétaire d’État et parlementaire.

## Biographie
Mata Sy Diallo à longtemps milité au Parti socialiste (PS) avant de rejoindre l'Alliance des forces de progrès (AFP) de Moustapha Niasse et plus tard le Gp de Malick Gakou. 
Au début des années 1990, elle est ministre des Sénégalais de l’extérieur et des Émigrés. Elle a été aussi députée et vice-présidente à l’Assemblée nationale du Sénégal. 
À l'arrivée de Macky Sall au pouvoir, elle fait partie des six femmes nommées ministres dans son premier gouvernement. Dans ce gouvernement elle occupe le poste de ministre du Commerce, de l’Industrie et de l’Artisanat,,,,,.